# Liste der Monuments historiques in Han-lès-Juvigny
Die Liste der Monuments historiques in Han-lès-Juvigny führt die Monuments historiques in der französischen Gemeinde Han-lès-Juvigny auf.

## Liste der Objekte
| Bezeichnung     | Beschreibung                    | Standort                                   | Kennzeichnung | Schutzstatus | Datum | Bild |
| --------------- | ------------------------------- | ------------------------------------------ | ------------- | ------------ | ----- | ---- |
| Schulglobus     | vom Anfang des 20. Jahrhunderts | in der Mairie (Lage)                       | PM55001895    | Inscrit      | 1995  |      |
| Wandvertäfelung | Holz, bemalt, 18. Jahrhundert   | in der Kirche St-Jean-l’Évangéliste (Lage) | PM55001894    | Inscrit      | 1998  |      |